# Trophée de la ville de San Vendemiano
Le Trophée de la ville de San Vendemiano (en italien : Trofeo Città di San Vendemiano-GP Industria & Commercio) est une course cycliste italienne disputée à San Vendemiano, dans la province de Trévise, en Vénétie. 
Créé en 1947 sous le nom de Grand Prix de l'industrie et du commerce de San Vendemiano (Gran Premio Industria e Commercio di San Vendemiano), il fait partie de l'UCI Europe Tour depuis 2008, en catégorie 1.2U. La course est réservée aux coureurs espoirs de moins de 23 ans.

## Palmarès
| Année                                                      | Vainqueur                | Deuxième                | Troisième              |
| ---------------------------------------------------------- | ------------------------ | ----------------------- | ---------------------- |
| Grand Prix de l'industrie et du commerce de San Vendemiano |                          |                         |                        |
| 1947                                                       | Giovanni Sem             |                         |                        |
| 1948-1951                                                  | Non-disputés             |                         |                        |
| 1952                                                       | Giuseppe Fornasiero      |                         |                        |
| 1953                                                       | Non-disputé              |                         |                        |
| 1954                                                       | Alfredo Sabbadin         |                         |                        |
| 1955                                                       | Non-disputé              |                         |                        |
| 1956                                                       | Pietro Zoppas            |                         |                        |
| 1957                                                       | Non-disputé              |                         |                        |
| 1958                                                       | Mario Vallotto           |                         |                        |
| 1959-1965                                                  | Non-disputés             |                         |                        |
| 1966                                                       | Gianfranco Bianchin (it) |                         |                        |
| 1967                                                       | Giannino Bianco          |                         |                        |
| 1968                                                       | Marino Conton            |                         |                        |
| 1969                                                       | Loris Zampieri           |                         |                        |
| 1970                                                       | Selvino Poloni           | Agostino Bertagnoli     | Franco Ongarato (it)   |
| 1971                                                       | Enzo Brentegani (en)     |                         |                        |
| 1972                                                       | Dorino Vanzo             |                         |                        |
| 1973                                                       | Adriano Brunello         |                         |                        |
| 1974                                                       | Luigino Dassie           |                         |                        |
| 1975                                                       | Emiel Gijsemans          |                         |                        |
| 1976                                                       | Natalino Bonan           | Giuliano Cazzolato (it) | Carlo Tonon            |
| 1977                                                       | Carlo Tonon              | Paolo Rosola            | Fiorenzo Favero        |
| 1978                                                       | Nazzareno Berto          |                         |                        |
| 1979                                                       | Gastone Martini          |                         |                        |
| 1980                                                       | Carlo Tonon              |                         |                        |
| 1981                                                       | Claudio Argentin         |                         |                        |
| 1982                                                       | Sergio Scremin           |                         |                        |
| 1983                                                       | Maurizio Volpato         |                         |                        |
| 1984                                                       | Luciano Bottaro          |                         |                        |
| 1985                                                       | Fabio Parise             |                         |                        |
| 1986                                                       | Silvano Lorenzon (it)    |                         |                        |
| 1987                                                       | Fausto Boreggio          |                         |                        |
| 1988                                                       | Stefano Checchin         |                         |                        |
| 1989                                                       | Dario Bottaro            | Ivan Parolin            | Stefano Cattai         |
| 1990                                                       | Mirko Gualdi             | William Chiementin      | Sergio Girardi         |
| 1991                                                       | Gabriele Valentini       | Daniele Sgnaolin (it)   | Sandro Modonutti       |
| 1992                                                       | Mirko Gualdi             | Marco Rosani            | Paolo Lanfranchi       |
| 1993                                                       | Luca Prada               | Denis Zanette           | Roberto Menegotto (it) |
| 1994                                                       | Daniele Giacomin         | Ilario Scremin          | Luca Prada             |
| 1995                                                       | Marco Fincato            | Michele Favaron         | Michele Bedin          |
| 1996                                                       | Marzio Bruseghin         | Rodolfo Ongarato        | Alessandro Romio       |
| 1997                                                       | Ivan Basso               | Ján Valach              | Massimo Mestriner      |
| 1998                                                       | Oleg Grishkine           | Emanuele Negrini (it)   | Gianluca Nicole        |
| 1999                                                       | Michele Michielin        | Olexandr Klimenko       | Andrei Karpatchev      |
| 2000                                                       | Aleksandar Nikačević     | Giancarlo Ginestri      | Manuel Bortolotto      |
| 2001                                                       | Stefano Lugana           | Sergey Krushevskiy      | Alessandro Ballan      |
| 2002                                                       | Ivan Ravaioli            | Ezio Casagrande         | Claudio Corioni        |
| 2003                                                       | Giancarlo Ginestri       | Emanuele Sella          | Nicola Scattolin       |
| 2004                                                       | Fabrizio Galeazzi        | Matej Mugerli           | Drąsutis Stundžia      |
| 2005                                                       | Nicola Del Puppo         | Drąsutis Stundžia       | Davide Bragazzi        |
| 2006                                                       | Maxim Belkov             | Davide Battistella      | Massimiliano Turco     |
| 2007                                                       | Sacha Modolo             | Oleg Berdos             | Alessandro Garziera    |
| Trophée de la ville de San Vendemiano                      |                          |                         |                        |
| 2008                                                       | Simon Clarke             | Giorgio Cecchinel       | Blaž Furdi             |
| 2009                                                       | Alessandro Mazzi         | Thomas Tiozzo           | Enrico Battaglin       |
| 2010                                                       | Stefano Agostini         | Andrea Vaccher          | Enrico Battaglin       |
| 2011                                                       | Michele Gazzara          | Mario Sgrinzato         | Patrick Lane           |
| 2012                                                       | Enrico Barbin            | Daniele Dall'Oste       | Jakub Novák            |
| 2013                                                       | Mark Džamastagič         | Tim Mikelj              | Gianluca Milani        |
| 2014                                                       | Giacomo Berlato          | Caleb Ewan              | Simone Andreetta       |
| 2015                                                       | Gianni Moscon            | Stefano Nardelli        | Robert Power           |
| 2016                                                       | Simone Consonni          | Filippo Ganna           | Nicola Bagioli         |
| 2017                                                       | Nicola Conci             | Jai Hindley             | Eddie Dunbar           |
| 2018                                                       | Alberto Dainese          | Francesco Romano        | Francesco Di Felice    |
| 2019                                                       | Andrea Bagioli           | Martin Marcellusi       | Marco Murgano          |
| 2020                                                       | Antonio Tiberi           | Kevin Colleoni          | Matteo Baseggio        |
| 2021                                                       | Paul Lapeira             | Jacopo Menegotto        | Mattia Petrucci        |
| 2022                                                       | Federico Guzzo           | Fran Miholjević         | Germán Gómez           |
| 2023                                                       | Anders Foldager          | Andrea Debiasi          | Giosuè Epis            |
| 2024                                                       | Florian Kajamini         | Nicoló Arrighetti       | Ludovico Crescioli     |
| 2025                                                       | Marco Schrettl           | José Juan Prieto        | Filippo Agostinacchio  |